# Andrea Eltit
Andrea Marcela Eltit Eltit (Santiago de Chile, 14 de noviembre de 1973) es una actriz chilena de teatro y televisión.

## Biografía
En 1998 ingresó a estudiar la carrera Comunicación Escénica en la Universidad UNIACC, donde obtuvo la Licenciatura en Artes con mención en Actuación en 2001, dirigida por Ana Reeves.
Cursó una especialidad en la Academia Club de Teatro de Fernando González Mardones entre el 2000 y 2001. En 2002 obtuvo el diplomado en Pedagogía Teatral en la Pontificia Universidad Católica de Chile.

## Carrera artística
Su debut en televisión fue en el Área Dramática de Televisión Nacional de Chile en 1999, con un pequeño papel en la telenovela Aquelarre, dirigida por María Eugenia Rencoret, compartiendo créditos con Lucy Salgado, Catalina Guerra, Alejandra Fosalba y Mónica Godoy. Luego aparecería en roles secundarios de diversas telenovelas, y en 2004 le llegó la oportunidad de actuar en la primera telenovela nocturna del canal estatal, Ídolos, dirigida por Óscar Rodríguez y protagonizada por la célebre Claudia D Girolamo.
Después de tener papeles en otras producciones dramáticas de esta estación emigra a Canal 13 para participar en la teleserie Hippie en el año 2004.
También ha actuado en teleseries del canal Mega.
En 2010 le llegó al oportunidad de actúa en la telenovela del bicentenario de TVN, Martín Rivas, con el papel de Peta, compartiendo créditos con Solange Lackington y Andrés Reyes. En 2013 obtuvo un papel en la comedia Somos los Carmona, con una gran popularidad. En 2018 también tuvo una breve participación en la telenovela diurna Verdades ocultas de Mega.
También ha actuado en obras de teatro como Caricias de Jesús Urqueta en el 2004 y Poema de Andrés Céspedes en el 2003.

## Televisión
| Año       | Título                   | Papel              | Notas          |
| --------- | ------------------------ | ------------------ | -------------- |
| 1999      | Aquelarre                | Fátima             | Rol menor      |
| 2000      | Santo ladrón             | Ana Torres         | Rol menor      |
| 2003      | Pecadores                | Yolanda Moncada    | Rol menor      |
| 2004      | Hippie                   | Susana Morales     | Rol menor      |
| 2005      | Ídolos                   | María              | Rol menor      |
| 2006      | Entre medias             | Abogada            | 5 episodios    |
| 2007      | Corazón de María         | Clemencia          | Rol menor      |
| 2007      | El señor de la Querencia | Tomasa             | ¿? episodios   |
| 2008      | Viuda Alegre             | Sonia              | Rol menor      |
| 2010      | Martín Rivas             | Peta Gómez         | Rol de soporte |
| 2011      | Su nombre es Joaquín     | Juana              | ¿? episodios   |
| 2013      | Somos los Carmona        | Alejandra Sanhueza | Rol de soporte |
| 2018-2019 | Verdades ocultas         | Belma Halabí       | 72 episodios   |
| 2019-2021 | 100 días para enamorarse | Carmen Mujica      | Rol de soporte |
| 2022      | La ley de Baltazar       | Hermana Clara Vial | Rol de soporte |
| 2024      | Nuevo amores de mercado  | Esmeralda Peralta  | Rol de soporte |

| Año       | Título                      | Papel         | Notas                      |
| --------- | --------------------------- | ------------- | -------------------------- |
| 2005      | Mea culpa                   | —             | T10. Episodio: El cuidador |
| 2005      | Xfea2                       | Maggie Leyton | —                          |
| 2005      | EsCool                      | Tamara        | —                          |
| 2005      | La Nany                     | Novia         | Episodio: El casamiento    |
| 2006-2007 | Casado con hijos            | Enfermera     | Episodio                   |
| 2007      | Lo que callamos las mujeres | —             | —                          |

## Teatro
- Orquesta de señoritas (1994)
- Ánimas de día claro (1995)
- Matucana #250 (1996)
- Dios debe estar loco (1996)
- Esperando a Godot (1997)
- La remolienda (1998)
- Última edición (1999)
- La necesidad de ver el mar (2000)
- Notas de cocina (2001)
- Poema (2003)
- Caricias (2004)